# Calendari romà general
El calendari romà general és el calendari litúrgic que indica les dates de celebracions de sants i "misteris del senyor" en el ritu romà de d'Església Catòlica,  onsevulga que aquest ritu litúrgic estigui en ús.
La forma actual del Calendari Romà li fou donada pel motu propio Mysterii Paschalis del papa Pau VI, promulgat el 1969 i per les modificacions efectuades pels papes posteriors.
Les celebracions poden estar fixades en una data concreta o en un dia de la setmana (per exemple el Baptisme de Jesús, pel gener, i la Solemnitat de Crist Rei, pel novembre) o estar relacionades amb la data de la Pasqua. Els calendaris litúrgics nacionals i diocesans, incloent el de la diòcesi de Roma, així com els calendaris d'instituts religiosos i fins i tot de continents, afegeixen altres sants i misteris o transfereixen la celebració d'un sant particular o misteri de la data assignada en el calendari general a una altra data.
Aquests calendaris litúrgics també indiquen el rang o categoria de cada celebració: memorial (que pot ser merament opcional), festivitat o solemnitat. Entre altres diferències, el Gloria és dit o cantat en la missa d'una festivitat, però no en un memorial, i el Credo és afegit a les solemnitats.
La darrera revisió general del calendari general fou el 1969 i va ser promulgada pel motu proprio Mysterii Paschalis del papa Pau VI. El motu proprio i el decret de promulgació van ser inclosos en el llibre Calendarium Romanum, publicat el mateix any per Libreria Editrice Vaticana. La reforma inclou també el document oficial Normes Universals de l'Any Litúrgic i el Calendari, i la llista de celebracions del calendari romà general. Ambdós documents són inclosos també en el Missal romà. El llibre de 1969 també proporciona un comentari oficiós detallat de la revisió d'aquell any del calendari.

## Sants inclosos
El calendari només assigna celebracions a una selecció dels sants del Martirologi Romà, i no inclou tots els sants venerats en l'Església catòlica. El calendari assigna diversos sants a cada dia de l'any i en dona una descripció molt breu.
Mentre la canonització implica l'afegiment del nom del sant al martirologi, no implica necessàriament la inserció del sant al calendari romà general. Es creu, equivocadament, que alguns sants van ser "desantificats" el 1969 o que se'n va suprimir la veneració; per exemple, sant Cristòfol va ser eliminat del calendari el 1969 però de fet sant Cristòfol és reconegut com a sant de l'Església catòlica, i apareix com a màrtir en el Martirologi Romà el 25 juliol. En el Mysterii Paschalis Pau VI va reconèixer que encara que l'obra Actes de Sant Cristòfol és merament llegendària, la manifestació de la seva veneració com a màrtir data de l'antiguitat. El canvi en el calendari de sants va incloure poder deixar a Cristòfol en els calendaris locals, a causa de la data relativament tardana de la seva inserció a l'anterior calendari romà.
Moltes fonts donen calendaris que esmenten un o més sants per cada dia de l'any, normalment seleccionat d'aquells llistat en el Martirologi Romà.

## Calendaris particulars
El Calendari General és incorporat al Missal Romà i la Litúrgia de les hores. Aquests són actualitzats quan s'imprimeixen, però més tard s'hi poden afegir festivitats addicionals. Per aquesta raó, si els que celebren la litúrgia no han inserit als llibres una nota sobre els canvis, han de consultar la publicació anual de cada país o congregació religiosa, coneguda com Ordo. Aquestes publicacions anuals desatenen les festivitats obligatòries a l'església on la litúrgia és celebrada, i només fan aparèixer les celebracions del calendari general, i només són útils per l'any en curs, perquè ometen celebracions que no es poden fer causa de caure en un diumenge o durant períodes com la Setmana Santa.
El santoral celebrat en un país no és necessàriament celebrat a tot arreu. Per exemple, una diòcesi o un país poden celebrar la festa d'un sant d'importància especial allà. Així mateix, un institut religiós particular pot celebrar la festa del seu fundador o dels membres, fins i tot si aquell sant no és llistat en el calendari universal o és inclòs dins ell només amb una posició més baixa. El calendari general només conté celebracions susceptibles de ser observades en el ritu Romà arreu del món.
Aquesta distinció és decisió del Concili Vaticà II: "A fi que les festivitats dels sants no tinguin precedència sobre les festes que commemoren els misteris de salvació, molts d'ells haurien de deixar-se al marge per ser celebrats a una església particular, nació o família de religiosos; només aquells haurien de ser estesos i commemorats a l'Església universal són els d'importància veritablement universal."

## Any litúrgic
En els llibres litúrgics, el Calendari romà general (que llista no només celebracions fixes, sinó també traslladables) és imprès immediatament després del document Normes universals de l'any Litúrgic i el calendari, el qual declara que "durant tot el curs de l'any l'Església desplega tot el misteri de Crist i observa els aniversaris dels Sants". El naixement d'un sant al cel és per regla general celebrat en un dia fix de l'any (tot i que de vegades poden ser traslladats), però els misteris de Crist són sovint celebrats en dates que sempre varien any rere any. L'any de l'Església combina dos cicles de celebracions litúrgiques. Un anomenat Temporal, associat a la mobilitat de dates de la Pasqua i el Nadal, que és fixa. L'altre és associat amb dates fixes i els sants, comunament conegut com el Santoral.

## Calendaris locals
El calendari d'una diòcesi es basa en un calendari nacional amb unes quantes addicions. Per exemple, l'aniversari de la dedicació de la catedral és celebrada solemnement en la dita església catedralícia i com a festivitat a totes les altres esglésies de la diòcesi. La festa del patró principal de la diòcesi és celebrat com a festivitat per tot la diòcesi.
El calendari d'una parròquia és basat en el calendari de la seva diòcesi, però — a més de les celebracions en el calendari diocesà— allà és altres celebracions, incloent l'aniversari de la dedicació de l'església parroquial i el dia del patró principal de l'església.

## Altres calendaris
Cada institut religiós o institut secular també té el seu calendari propi, amb variacions del Calendari General.